# Armido Rizzetto
Armido Rizzetto (23 de março de 1893, data de morte desconhecida) foi um ciclista italiano. Ele foi um dos atletas representantes da Itália nos Jogos Olímpicos de 1920 em Antuérpia, onde competiu na prova de velocidade.